# Висаитов, Аслан Визирханович
Аслан Визирханович Висаитов (род. 5 марта 1995 года, Чечня,Россия) — российский борец классического стиля чеченского происхождения. Чемпион России 2023 года. Мастер спорта России.

## Биография
Родился Аслан 5 марта 1995 года в Наурском районе Республики Чечня. Первыми тренерами Висаитова являлись Абубакар Эскерханов и Абдурашид Абдулаев. На всероссийских турнирах представляет Санкт-Петербург.

## Спортивная карьера
В 2008 и 2011 годах Висаитов стал победителем первенств России среди кадетов (до 17 лет). В 2014 году стал победителем первенства России среди юниоров (до 20 лет), а так же завоевал бронзовую медаль первенства Европы среди юниоров в Хорватии в весовой категории до 55 кг. 
В апреле 2015 года стал вторым на первенстве России среди юниоров, уступив в финале Сергею Емелину из Мордовии, в июне 2015 года снова представлял сборную России на первенстве Европы на юниорском уровне, где он занял третье место. 
В апреле 2017 года стал серебряным медалистом первенства Европы среди борцов до 23 лет, уступив поляку Роману Пацурковскому. 
В июне 2017 года Висаитов был уличён в употреблении допинга, в связи с положительной допинг пробой он был лишён серебряной медали прошедшего первенства Европы до 23 лет и дисквалифицирован на 4 года федерацией Объединённого мира борьбы. В сентябре 2021 года Аслан вернулся на ковёр и выступил на своём первом международном турнире в Сербии после четырёхлетней дисквалификации, где занял лишь пятое место. В феврале 2022 года стал бронзовым медалистом чемпионата России в Суздале, в весе до 67 кг. В мае 2022 года Висаитов стали победителем первого турнире лиги Поддубного в Москве. 
В октябре 2022 года снова выиграл турнир лиги Поддубного. В ноябре 2022 года выступил на Мемориале Караваева в Белоруссии и занял второе место. 
В феврале 2023 Висаитов выиграл Чемпионат России, победив в финале Муслима Имадаева из Тверской области. В апреле 2023 года Висаитов уступил в равной схватке олимпийскому чемпиону из Кубы Орте Альберто на четвёртом турнире лиге Поддубного в Алмате, Казахстан. В сентябре 2023 года был отобран в состав сборной России на чемпионат мира 2023 в Белграде (Сербия).

## Спортивные достижения
- 2014 Первенство России среди юниоров — ;
- 2014 Первенство Европы среди юниоров — ;
- 2015 Первенство России среди юниоров — ;
- 2015 Первенство Европы среди юниоров — ;
- 2022 Чемпионат России — ;
- 2023 Чемпионат России — ;